# Sergei Iwanowitsch Iwanow (Bildhauer)
Sergei Iwanowitsch Iwanow (russisch Сергей Иванович Иванов; * 1828; † 17. Oktoberjul. / 30. Oktober 1903greg. in Moskau) war ein russischer Bildhauer  und Hochschullehrer.

## Leben
Iwanow wuchs im Moskauer Waisenhaus auf (bis 1838). Er studierte 1847–1854 an der Moskauer Hochschule für Malerei, Bildhauerei und Architektur. Sein wichtigster Lehrer war NikolaI Ramasanow.
Mit einem Reisestipendium der Moskauer Gesellschaft der Freunde der Kunst besuchte Iwanow 1862 Kunstdenkmäler im Ausland.
1854 wurde Iwanow für seine Marmor-Statue des Jungen im Bade von der Kaiserlichen Akademie der Künste in St. Petersburg zum Akademiker ernannt. Nach Ramasanows Tod wurde Iwanow 1868 dessen Nachfolger als Lehrer für Bildhauerei an der Moskauer Hochschule für Malerei, Bildhauerei und Architektur. Er schuf Statuen, Gruppenskulpturen und Büsten bekannter Dichter und Schauspieler. Nur selten beteiligte er sich an öffentlichen Ausstellungen. Zu seinen Schülern gehörten Anna Golubkina und Sergei Konjonkow.

## Werke (Auswahl)

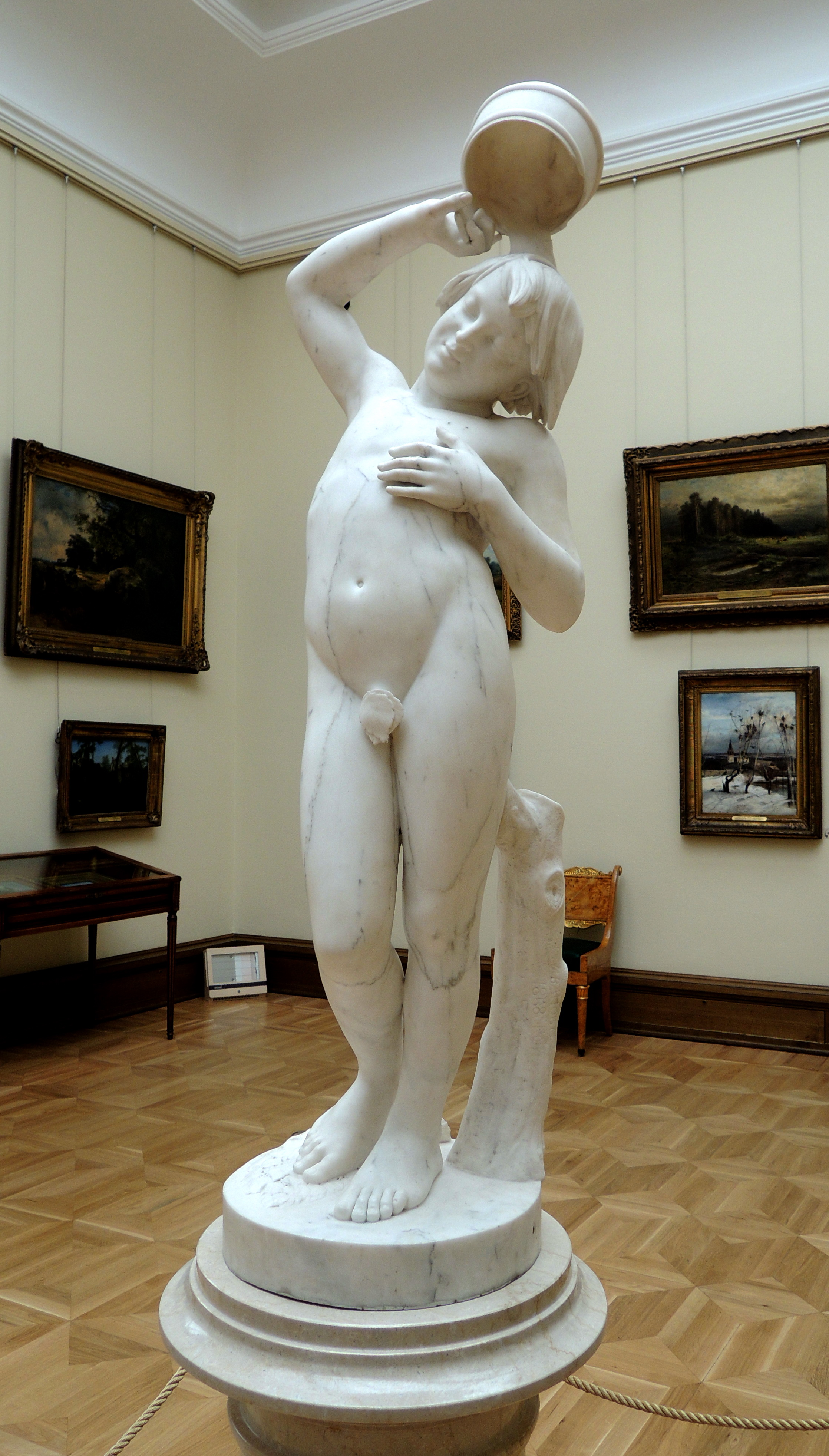
Junge im Bade (Tretjakow-Galerie)
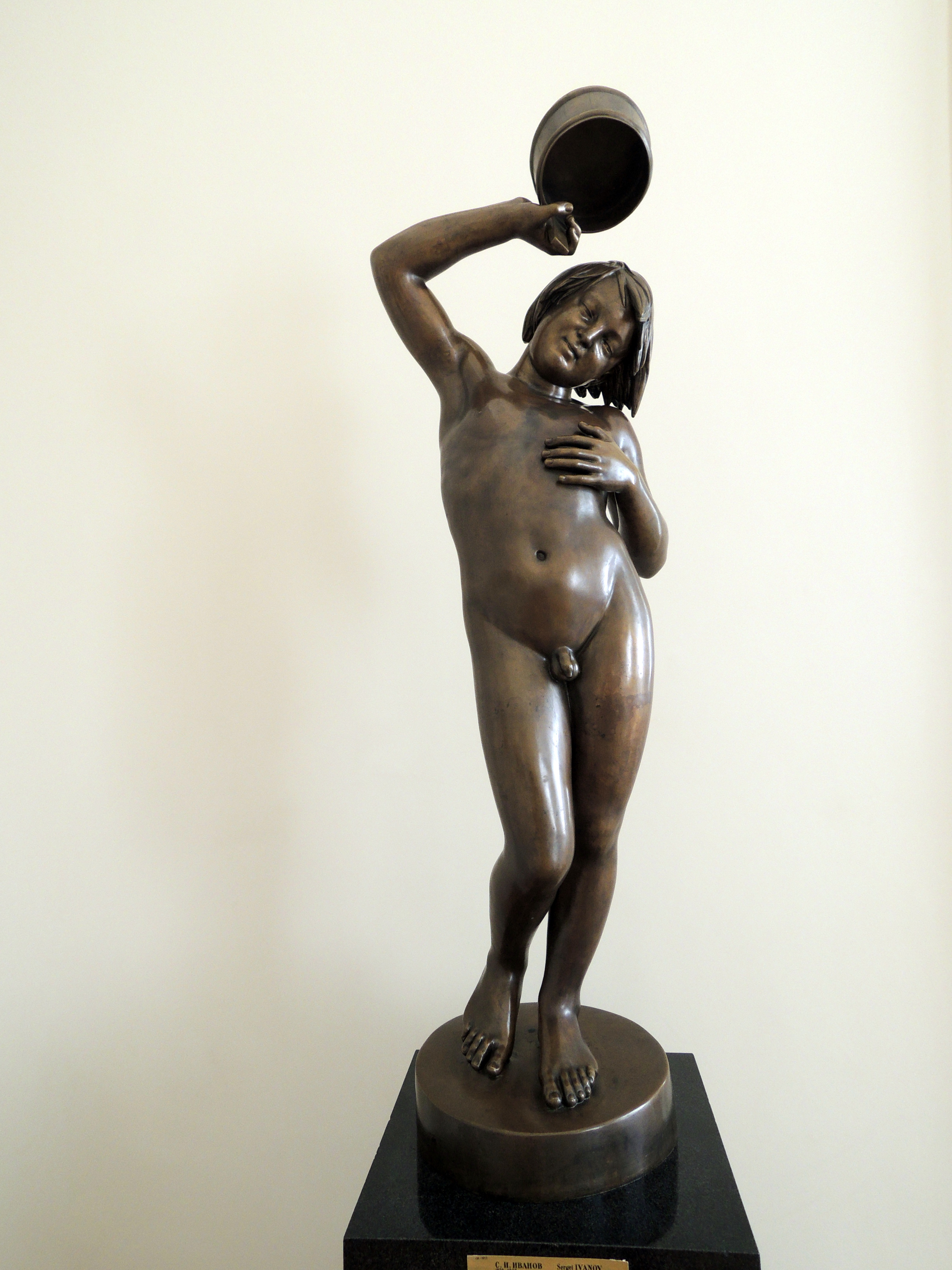
Junge im Bade (Russisches Museum)